# Club Deportivo y Social Vida
Maillots
Le Club Deportivo y Social Vida, appelé plus couramment le CDS Vida, ou plus simplement Vida, est un club hondurien de football fondé le 14 octobre 1940 et basé dans la ville de La Ceiba.
Les Cocoteros qui évoluent en rouge, ont remporté deux fois le championnat du Honduras (en 1981 et 1983) et jouent leurs matchs à domicile au stade Nilmo-Edwards (surnommé le Ceibeño), stade de 15 000 places.

## Palmarès
- Championnat du Honduras (2) :
  - Champion :  1981 et 1983.

## Personnalités du club

### Anciens joueurs
- Jerry Bengtson
- Roberto Figueroa
- Walter Martinez

### Entraîneurs
- Aroldo Cordón
- Carlos Martinez
- Carlos Enrique "Ronco" Wellman (1971)
- Roberto Gonzalez (1981, 1984-1985)
- Gonzalo Zelaya (1983)